# Fantasztikus Négyes (film, 2005)
A Fantasztikus Négyes (Fantastic Four) egy 2005-ben bemutatott amerikai-német koprodukcióban készült szuperhős film, mely a Marvel Comics Fantasztikus Négyes című képregényén alapul. Rendezője Tim Story.
A filmet az Egyesült Államokban 2005. július 8-án mutatták be. Abban az évben ez volt a harmadik szuperhős film az Elektra és a Batman: Kezdődik! után.

## Szereplők
| Színész          | Szerep                            | Magyar hang    |
| ---------------- | --------------------------------- | -------------- |
| Ioan Gruffudd    | Dr. Reed Richards / Mr. Fantastic | Barát Attila   |
| Jessica Alba     | Susan Storm / Láthatatlan         | Kökényessy Ági |
| Chris Evans      | Johnny Storm / Fáklya             | Stohl András   |
| Michael Chiklis  | Ben Grimm / Lény                  | Csuja Imre     |
| Julian McMahon   | Victor von Doom / Doctor Doom     | Rátóti Zoltán  |
| Hamish Linklater | Leonard                           | Albert Gábor   |
| Kerry Washington | Alicia Masters                    | Timkó Eszter   |
| Laurie Holden    | Debbie McIlvane                   | ?              |
| Kevin McNulty    | Jimmy O'Hoolihan                  | ?              |
| Maria Menounos   | szexi nővér                       | Martin Adél    |
| Michael Kopsa    | Ned Cecil                         | Uri István     |
| Stan Lee         | Willie Lumpkin                    | Fehér Péter    |

## Fogadtatás
A filmet a Rotten Tomatoes filmkritikákat gyűjtő weboldal mindössze 26%-ra értékelte, a Metacritic pedig 40%-ra. A legfőbb kritikákat a szegényes tudományos háttér és a vártnál kevesebb akció okozta.
A mozijegy eladások terén a Fantasztikus Négyes nyitóhétvégéjén 56 millió dolláros bevétellel a hét legjobbja lett. 2005. szeptemberre a bevétel elérte a 330 millió dollárt, melyből 154 millió dollár volt az amerikai bevétel.
2005-2006-ban a film tizenegy jelölést kapott olyan filmes díjakra, mint például a Szaturnusz-díj vagy az MTV Movie Awards, ám egyiket sem sikerült megnyerni.